# Twierdzenie Čecha-Pospíšila
Twierdzenie Čecha-Pospíšila – twierdzenie mówiące, że jeżeli {\displaystyle X} jest przestrzenią zwartą Hausdorffa oraz {\displaystyle \kappa } jest nieskończoną liczbą kardynalną nie większą od charakteru każdego punktu tej przestrzeni, to
{\displaystyle |X|\geqslant 2^{\kappa }.}
Twierdzenie udowodnione przez czeskich matematyków Eduarda Čecha i Bedřicha Pospíšila.